# 刘志华受贿案
刘志华受贿案，是指一起判决发生在2008年，原北京市副市长刘志华伙同情妇王建瑞受贿的刑事案件。

## 案件相关人
刘志华（1949年4月—），生于辽宁盘锦，大学毕业，拥有高级经济师职称。其曾经在北京市劳动局、中华人民共和国劳动部、北京市西城区任职，1998年出任北京市副市长，分管北京奥运会的基建工作，基本建设，国土房管等。
王建瑞，刘志华情妇，为北京某建筑工程公司的法定代表人，曾揽得国家网球中心、曲棍球场及射箭赛场等奥运工程。

## 侦查阶段
- 2006年6月9日，刘志华被 “双规”。6月11日，北京市第十二届人大常委会免去其北京市副市长职务。 2006年12月中旬，刘志华被“双开”（开除党籍、开除公职），其涉嫌犯罪问题被移送司法机关依法查处。[2]

- 依照河北省衡水市人民检察院的起诉书，刘志华涉嫌的事项主要有十项。十项事件均发生在1999年至2006年刘志华担任北京市副市长期间，其中包括资产置换、土地开发、职务晋升、银行借贷等方面。起诉书指控，刘志华单独或者伙同其情妇王建瑞收受款物共计696.59万元。[3]

## 审判阶段
- 经最高人民法院指定管辖，2008年10月14日，河北省衡水市中级人民法院公开开庭审理刘志华被控受贿一案。[1]法院查明，1999年至2006年间，刘志华利用担任北京市副市长、中关村科技园管委会主任等职务上的便利，为他人牟取资产置换、土地开发、职务晋升、银行借贷等方面的利益，单独或者伙同其情妇王建瑞，索取或者非法收受北京中融物产有限责任公司等10家单位和个人财物共计折合人民币696.59万元。[4]
- 法院认定刘志华单独或与情妇王建瑞共同受贿近700万元，以受贿罪判处刘志华死刑，缓期2年执行，剥夺政治权利终身，并处没收个人全部财产。[4][5]
- 一审宣判后，刘志华不服，提出了上诉。[6]2009年1月22日，河北省高级人民法院裁定认定驳回刘志华的上诉，维持原判。[7]
- 王建瑞受贿案于2008年10月15日在河北衡水中院第一审判庭公开审理，被控罪名为受贿罪。[8]因伙同刘志华收受贿赂折合人民币592.61万元，被衡水市中院以受贿罪一审判决有期徒期八年。[9]
- 2008年9月，河北衡水中级法院以个人诈骗罪，单位行贿罪和挪用资金罪罪名一审合计判处物美商业的董事长张文中18年有期徒刑。[10]一审宣判后，张文中提出上诉。河北省高级人民法院于2009年3月30日作出终审判决，维持一审判决对张文中单位行贿罪、挪用资金罪定罪量刑和诈骗罪定罪部分及对张文中违法所得追缴部分；撤销一审判决对张文中诈骗罪量刑以及决定执行刑罚部分；认定张文中犯诈骗罪，判处有期徒刑10年，并处罚金人民币50万元，与其所犯单位行贿罪、挪用资金罪并罚，决定执行有期徒刑12年，并处罚金人民币50万元。此后张文中坚称无罪。2016年10月，张文中向最高人民法院提出申诉。最高人民法院于2017年12月27日作出再审决定，提审本案，并于2018年2月12日公开开庭审理。2018年5月31日，最高人民法院对原审被告人张文中再审案进行公开宣判，撤销原审判决，改判张文中无罪。原判已执行的罚金及追缴的财产，依法予以返还[11]。